# Toyota Motor Manufacturing Czech Republic
Toyota Motor Manufacturing Czech Republic, före 2021, Toyota Peugeot Citroën Automobile Czech, TPCA, är ett gemensamt dotterbolag till Toyota och PSA Peugeot Citroën. Företaget startades för att de två bilkoncernerna gemensamt skulle ta fram en ny stadsbil för den europeiska marknaden. Produktionsstarten var i februari 2005.

## Tillverkning
Bilen byggs på första generationens Toyota Yaris vars bottenplatta, motorer och mekaniska delar används. Bilen säljs med olika utseende och namn beroende på vilket märke som används. Toyotas variant kallas Aygo, medan PSA säljer Citroën C1 och Peugeot 107. Bensinmotorn tillverkas av Toyota i Polen och dieselmotorn av PSA i Frankrike. Alla bilarna tillverkas i samma fabrik i Kolín, Tjeckien, fabriken har byggts och drivs runt Toyotas produktionssystem baserat på Kaizen, Jidoka, Just in time och visualisering.
År 2014 presenterades en ny generation. Toyota och Citroen behöll sina modellnamn, medan Peugeot presenterade sin nya version som Peugeot 108.

### Bilar
- Citroen C1
- Peugeot 107 - tillverkas inte längre
- Toyota Aygo
- Peugeot 108

## Återkallelse
I januari 2010 upptäcktes ett problem som Toyota Aygo var påverkad av. Problemet var att gaspedalen kunde fastna i nedtryckt läge under speciella omständigheter. Samtidigt återkallade Citroën och Peugeot nästan 100,000 bilar till följd av detta.